# Detlef Siegfried

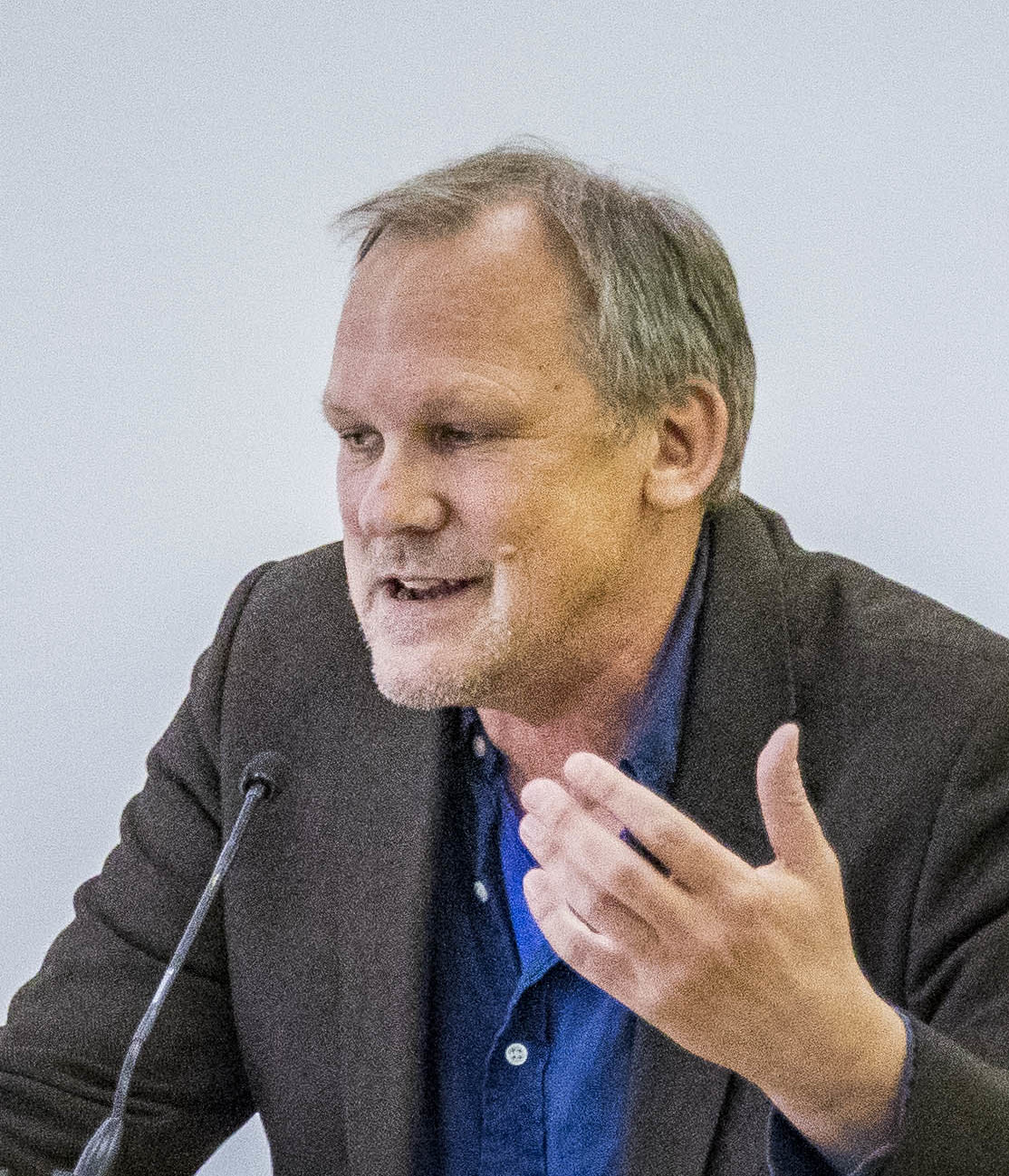
Detlef Siegfried (2018)

Detlef Siegfried (* 22. Oktober 1958 in Hohenwestedt) ist ein deutscher Zeithistoriker.

## Leben und Wirken
Detlef Siegfried studierte von 1982 bis 1988 Geschichte, Soziologie und Germanistik. 1991 wurde er an der Universität Kiel zum Dr. phil. promoviert, 2006 habilitierte er sich an der Universität Hamburg für Neuere Geschichte.
Von 1993 bis 1996 war er Wissenschaftlicher Mitarbeiter der Körber-Stiftung in Hamburg und von 1996 bis 2010 Associate Professor für Neuere Deutsche Geschichte und Kulturgeschichte an der Universität Kopenhagen. 2000 war er Fellow am German-American Center for Visiting Scholars am Deutschen Historischen Institut Washington und von 2002 bis 2005 Wissenschaftlicher Mitarbeiter der Forschungsstelle für Zeitgeschichte in Hamburg. Weitere Fellowships hatte er am Center for the Humanities der City University of New York (2008) und am Institute of Advanced Study der University of Warwick.
Seit 2011 ist er Professor für Neuere Deutsche und Europäische Geschichte an der Universität Kopenhagen. Gastprofessuren hatte er am Department of History der Universität Stellenbosch (2013) und am Department of History des Institut d’études politiques de Paris (2017). 2021/2022 war er Senior Fellow am Historischen Kolleg in München.
Detlef Siegfried arbeitet vor allem zur Geschichte der Alltags- und Massenkultur, zur Jugendkultur, zur Mediengeschichte, zum Linksradikalismus und zur Ethnizität. Er ist Mitglied der Königlich Dänischen Akademie der Wissenschaften und der wissenschaftlichen Beiräte der Forschungsstelle für Zeitgeschichte in Hamburg, des Archivs der deutschen Jugendbewegung Burg Ludwigstein, des Geschichtswettbewerbs des Bundespräsidenten, der Bundeskanzler-Willy-Brandt-Stiftung und des Leibniz-Zentrums für Zeithistorische Forschung in Potsdam.
Im Februar 2025 gehörte er zu den 173 Erstunterzeichnern eines Aufrufs, zur Bundestagswahl 2025 die Partei Die Linke zu wählen.

## Schriften
Detlef Siegfried veröffentlichte über 80 Artikel, gab Anthologien heraus und schrieb mehrere Bücher.
als Autor:
- Zwischen Einheitspartei und „Bruderkampf“. SPD und KPD in Schleswig-Holstein 1945/46 (= Veröffentlichungen des Beirats für Geschichte der Arbeiterbewegung und Demokratie in Schleswig-Holstein. Band 12). Dissertation, Universität Kiel 1991. Neuer Malik-Verlag, Kiel 1992, ISBN 3-89029-925-3.
- Der Fliegerblick. Intellektuelle, Radikalismus und Flugzeugproduktion bei Junkers 1914 bis 1934 (= Politik- und Gesellschaftsgeschichte. Band 58). Dietz, Bonn 2001, ISBN 3-8012-4118-1.
- „Trau keinem über 30?“ Konsens und Konflikt der Generationen in der Bundesrepublik der langen sechziger Jahre. In: Aus Politik und Zeitgeschichte. 53, H. 45, 2003, S. 25–32 (online).
- Das radikale Milieu. Kieler Novemberrevolution, Sozialwissenschaft und Linksradikalismus 1917–1922. Deutscher Universitäts-Verlag, Wiesbaden 2004, ISBN 3-8244-4567-0.
- Time is on my side. Konsum und Politik in der westdeutschen Jugendkultur der 60er Jahre. Wallstein, Göttingen 2006, ISBN 3-8353-0073-3.
- Sound der Revolte. Studien zur Kulturrevolution um 1968. Juventa, Weinheim, München 2008, ISBN 978-3-7799-1137-1.
- mit Axel Schildt: Deutsche Kulturgeschichte. Die Bundesrepublik – 1945 bis zur Gegenwart. Hanser, München 2009, ISBN 978-3-446-23414-7.
- Moderne Lüste. Ernest Borneman – Jazzkritiker, Filmemacher, Sexforscher. Wallstein, Göttingen 2015, ISBN 978-3-8353-1673-7.
- mit Knud Andresen: Apartheid und Anti-Apartheid – Südafrika und Westeuropa. In: Zeithistorische Forschungen. Heft 2, 2016, S. 195–209.
- 1968. Protest, Revolte, Gegenkultur. Reclam, Ditzingen 2018, ISBN 978-3-15-011149-9.
- Bogensee. Weltrevolution in der DDR 1961–1989. Wallstein, Göttingen 2021, ISBN 978-3-8353-5011-3.
- Alternative Dänemark. Kosmopolitismus im westdeutschen Alternativmilieu 1965–1985 (= Hamburger Beiträge zur Sozial- und Zeitgeschichte. Band 61). Wallstein, Göttingen 2023, ISBN 978-3-8353-5368-8.
- Körber. Stiftung und Gesellschaft seit 1959. Vandenhoeck & Ruprecht, Göttingen 2024, ISBN 978-3-525-30272-9.

als Herausgeber:
- mit Axel Schildt, Karl Christian Lammers: Dynamische Zeiten. Die 60er Jahre in den beiden deutschen Gesellschaften. Herausgegeben von der Forschungsstelle für Zeitgeschichte in Hamburg. Christians, Hamburg 2000, ISBN 3-7672-1356-7.
- mit Axel Schildt: Between Marx and Coca-Cola. Youth Cultures in Changing European Societies, 1960–1980. Berghahn Books, New York u. a. 2006, ISBN 1-84545-333-6.
- mit Lothar Dittmer: Spurensucher. Ein Praxisbuch für die historische Projektarbeit. Körber-Stiftung, Hamburg 2005, ISBN 3-89684-332-X (Rezension auf der Website der Körber-Stiftung).
- mit Sven Reichardt: Das Alternative Milieu. Antibürgerlicher Lebensstil und linke Politik in der Bundesrepublik Deutschland und Europa 1968–1983. Wallstein, Göttingen 2010, ISBN 978-3-8353-0496-3.
- mit Anna Sandberg: Tysk kulturhistorie fra 1648 til i dag. Gyldendal, København 2012, ISBN 978-87-02-10195-9.
- mit David Templin: Lebensreform um 1900 und Alternativmilieu um 1980. Kontinuitäten und Brüche in Milieus der gesellschaftlichen Selbstreflexion im frühen und späten 20. Jahrhundert. V&R unipress, Göttingen 2019, ISBN 978-3-8471-1012-5.
- mit Gabriele Kandzora, Axel Schildt: Medien-Intellektuelle in der Bundesrepublik. Mit einem Nachwort von Gabriele Kandzora und Detlef Siegfried. Wallstein, Göttingen 2020, ISBN 978-3-8353-3774-9, S. 785–792 (eingeschränkte Vorschau in der Google-Buchsuche).
- Global Europe Underground. Transnationale Netzwerke und globale Perspektiven europäischer Alternativmilieus 1965–1985 (= Schriften des Historischen Kollegs. Band 113). De Gruyter Oldenbourg, Berlin u. a. 2024, ISBN 978-3-11-113481-9.

## Auszeichnungen
- 1992: Preis der Philosophischen Fakultät der Christian-Albrechts-Universität Kiel für die beste Dissertation des akademischen Jahres 1991/1992
- 2002: Historisches Buch des Jahres 2002 der Zeitschrift Damals in der Kategorie Innovation/Provokation für Der Fliegerblick
- 2007: Das Historische Buch 2007 von H-Soz-Kult in der Kategorie Zeitgeschichte für Time is on my side
- 2010: Historisches Buch des Jahres 2010 der Zeitschrift Damals in der Kategorie Überblick für Deutsche Kulturgeschichte. Die Bundesrepublik 1945 bis zur Gegenwart
- 2016: Geisteswissenschaften International – Preis zur Förderung der Übersetzung geisteswissenschaftlicher Werke durch den Börsenverein des Deutschen Buchhandels, die Fritz Thyssen Stiftung und das Auswärtige Amt für die Übersetzung von Moderne Lüste ins Englische[5]
- 2016: Humboldt-Forschungspreis der Alexander-von-Humboldt-Stiftung[6]